# Apsilochorema monicae
Apsilochorema monicae är en nattsländeart som beskrevs av Schmid 1989. Apsilochorema monicae ingår i släktet Apsilochorema och familjen Hydrobiosidae. Inga underarter finns listade i Catalogue of Life.